# نيلز ماركوسين
نيلز ماركوسين هو متسابق يخت دنماركي، ولد في 6 سبتمبر 1934 في هيليسينكور في الدنمارك، وتوفي في 11 يوليو 2008.

## وصلات خارجية
- نيلز ماركوسين على موقع الاتحاد الدولي للملاحة الشراعية (موقع جديد) (الإنجليزية)
- نيلز ماركوسين على موقع اللجنة الأولمبية الدولية (الإنجليزية)
- نيلز ماركوسين على موقع أوليمبيديا (الإنجليزية)